# Max Pestemer
Max Pestemer (* 1. Juli 1908 in Graz; † 2. Oktober 1975 in Graz) war ein österreichischer Chemiker.

## Leben und Werk
Max Pestemer studierte Chemie in Graz und promovierte dort 1930. Zum 15. März 1933 trat er der NSDAP bei (Mitgliedsnummer 1.534.925). Seine Habilitation folgte 1935. Von 1933 bis 1942 lehrte er an selber Stelle. Er war von 1937 bis 1940 Leiter des Institut für physikalische und theoretische Chemie und von 1940 bis 1942 Vertretungsprofessor.
Pestemer war ein Pionier der Absorptionsspektrometrie. Nach seinem Entwurf ließ er ein erstes Instrument dafür am Institut bauen, mit dem erfolgreich geforscht werden konnte.
Im Jahr 1942 verließ er Graz und war bis 1946 Professor für physikalische Chemie an der Universität Kiel.  Danach wechselte er zur Firma Bayer in Leverkusen und baute dort die Spektroskopie-Abteilung auf.

## Werke (Auswahl)
- R. Kremann, Max Pestemer, Hellmut Schreiner: "Die innere Reibung von Kalium-Natrium-Legierungen im flüssigen Zustande." Recueil des Travaux Chimiques des Pays-Bas 1932, Band 51, Heft 6, Seiten 557–563
- Max Pestemer, Lotte Wiligut: "Die Ultraviolettabsorption einiger aromatischer Kohlenwasserstoffe (3. Mitteilung) Zur Konstitution des Tetrahydrodiphenyls." in: Monatshefte für Chemie und verwandte Teile anderer Wissenschaften, Dezember 1935, Band 66, Heft 1, Seiten 119–128
- Robert Kremann, Max Pestemer: Zusammenhänge zwischen physikalischen Eigenschaften und chemischer Konstitution. Dresden 1937
- Max Pestemer, Hermann Flaschka, Roman Skrabal: "Die Ultraviolettabsorption binärer Flüssigkeitsgemische." Zeitschrift für Elektrochemie und angewandte physikalische Chemie, Band 43, Heft 5, Seiten 297–302, Mai 1937
- Max Pestemer: "Absorptionsspektren von Fetten und Ölen im Ultraviolett." Fette und Seifen 1941, Band 48, Heft 4, Seiten 178–184
- Max Pestemer: "Reinigung von Lösungsmitteln für spektroskopische Zwecke." in: Angewandte Chemie, 7. März 1951, Band 63, Heft 5, Seiten 118–122
- Max Pestemer: "Über die einheitliche Darstellung der Lichtabsorption von Lösungen im Sichtbaren und Ultraviolett." in: Angewandte Chemie, 7. September 1954, Band 66, Hefte 17–18, Seiten 553–555
- Pestemer, Max: Anleitung zum Messen von Absorptionsspektren im Ultraviolett und Sichtbaren. Stuttgart 1964
- Pestemer, Max: Correlation tables for the structural determination of organic compounds by ultraviolet light absorptiometry. Weinheim 1974, ISBN 3-527-25531-1